# Río Bravo (Tamaulipas)
Ciudad Río Bravo is een stad in de Mexicaanse deelstaat Tamaulipas. Río Bravo heeft 83.736 inwoners en is de hoofdplaats van de gemeente Río Bravo.